# Vitaly Efimov
Vitaly N. Efimov (en rus: Вита́лий Никола́евич Ефи́мов) és un físic teòric rus. En 1970, mentre treballava com a investigador en l'Institut Físic-Tècnic AF Ioffe de l'Acadèmia de Ciències de la Unió Soviètica a Leningrad va publicar l'article "Nivells d'energia que sorgeixen de forces ressonants de dos cossos en un sistema de tres cossos", en el qual proposava l'existència d'un estat de la matèria nou i exòtic ara denominat estat d'Efimov. El 2006 es va anunciar que s'havia confirmat l'existència d'aquest estat de la matèria.
Actualment és professor afiliat de física en la Universitat de Washington.
En 2018 va ser triat com a guanyador de la Medalla Inaugural Fadeev.